# Nilssonia (sköldpaddssläkte)
Nilssonia är ett släkte av sköldpaddor. Nilssonia ingår i familjen lädersköldpaddor. Släktet beskrevs av den brittiske zoologen John Edward Gray 1872.

## ArterenligtCatalogue of Life[1]
- Nilssonia formosa
- Nilssonia gangeticus
- Nilssonia hurum
- Nilssonia leithii
- Nilssonia nigricans